# 多尔济扎布
多尔济扎布（18世纪？—1800年），蒙古镶黄旗人，巴鲁特氏，清朝中期蒙古族将领。
多尔济扎布由蓝翎侍卫擢升为湖北郧阳参将。从征镇压苗族起事，升为副将。嘉庆三年（1798年），署宜昌镇总兵。随军镇压白莲教张汉潮於山中，因功受到嘉奖。嘉庆五年（1800年）授广东碣石镇总兵。在洵阳三岔山镇压陕西白莲教。乘胜深入，被围，战死军中，追授骑都尉世职。